# Variation de pression verticale

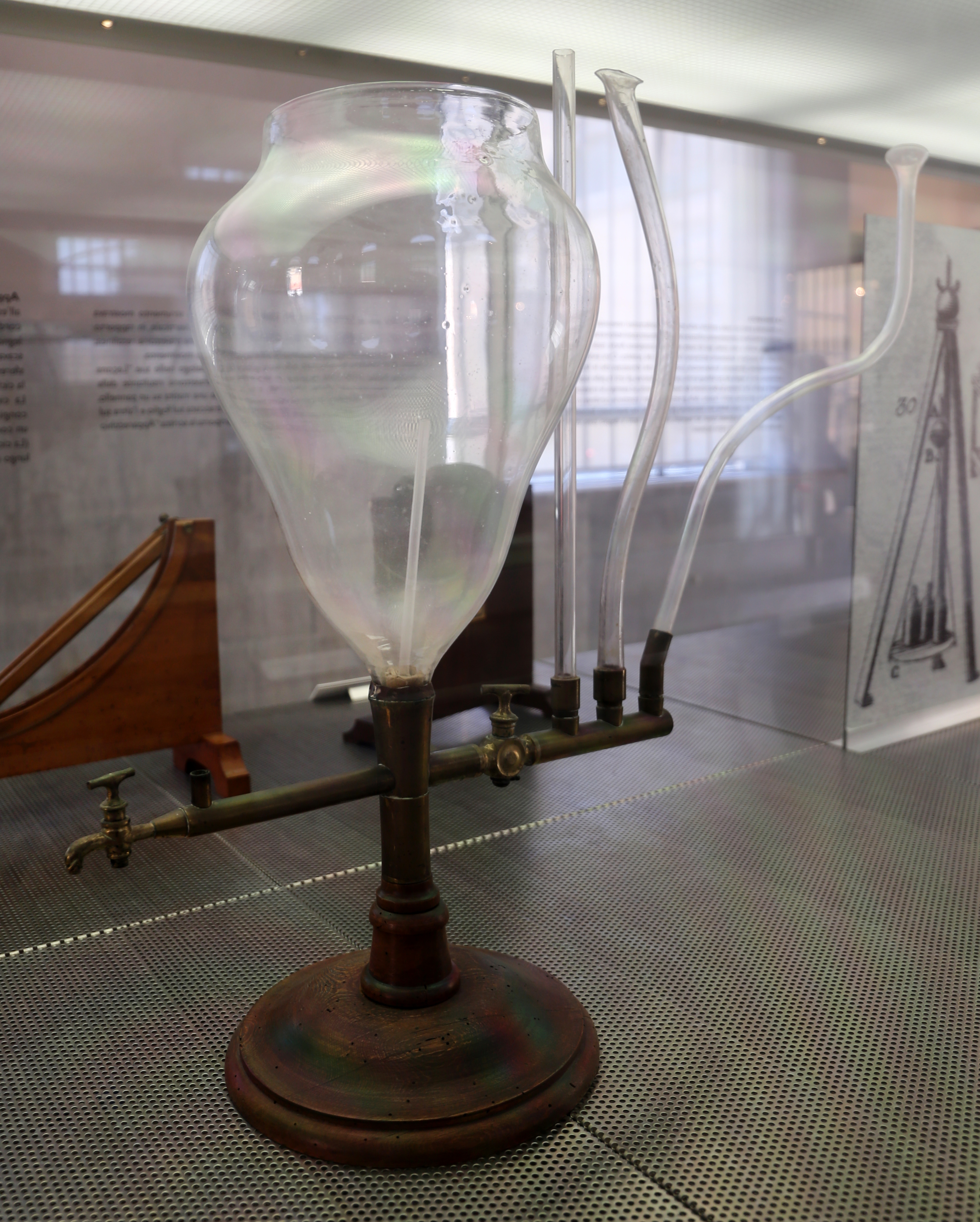
Collections du Musée des outils de calcul (Pise)

La variation de pression verticale est la variation de pression en fonction de l'altitude. Selon le fluide et le contexte visé, il peut également varier de manière significative en dimensions perpendiculaires à l'altitude aussi, et ces variations ont une pertinence dans le contexte de la force de gradient de pression et de ses effets. Cependant, la variation verticale est particulièrement significative, car elle résulte de l'attraction de la gravité s’exerçant sur le fluide; à savoir, pour le même  fluide donné, une diminution de l'élévation à l'intérieur de celui-ci, correspond une plus haute colonne de fluide pesant à ce point.

## Formule de base
Une version relativement simple  de la variation verticale de pression du fluide découle simplement du fait que la différence de pression entre les deux élévations, est le produit de changement d'altitude, de la gravité et de la densité. L'équation est la suivante:
{\displaystyle \Delta P=-\rho g\Delta h}
où
P est la pression,
ρ est la densité,
g est l'accélération de la pesanteur, et
h est la hauteur.
Le symbole delta indique un changement dans une variable donnée. Comme g est négatif, une augmentation de hauteur correspond à une diminution de la pression,
ce qui correspond au raisonnement mentionné précédemment sur le poids d'une colonne de fluide.
Lorsque la densité et la gravité sont à peu près constante, effectuer simplement le produit de la différence de hauteur, de la gravité et de la densité donnera une bonne approximation de la différence de pression. Là où les différents fluides sont en couches superposées, le total de la différence de pression serait obtenue en ajoutant les deux différences de pression; le premier étant du point 1 à la limite, le deuxième à partir de la frontière au point 2; ce qui pourrait simplement impliquer la substitution des valeurs de  ρ et Δh pour chaque fluide et de prendre la somme des résultats. Si la masse volumique du fluide varie avec la hauteur, une intégration mathématique est nécessaire.
La question de savoir si la densité et la gravité peuvent être raisonnablement approchées comme constantes dépend du niveau de précision nécessaire, mais aussi de l'échelle de longueur de la différence de hauteur, car la gravité et la densité diminuent également avec l'altitude. Pour la densité en particulier, le liquide en question est également pertinent; l'eau de mer, par exemple, est considéré comme un fluide incompressible; sa densité peut varier en fonction de la hauteur, mais de manière beaucoup moins significative que celle de l'air. Ainsi la densité l'eau peut être plus raisonnablement estimée comme constante, par rapport à celle de l'air, et compte tenu de la même différence de hauteur, les différences de pression dans l'eau sont à peu près égale à n'importe quelle profondeur.

## Paradoxe hydrostatique
La formule barométrique ne dépend que de la hauteur de la chambre du fluide, et non pas de sa largeur ou de sa longueur. Étant donné une hauteur suffisamment grande, toute pression peut être atteinte. Cette caractéristique de l'hydrostatique a été appelée le paradoxe hydrostatique. Comme l'a exprimé W. H. Besant,
N'importe quelle quantité de liquide, même petit, peut être en mesure de soutenir n'importe quel poids, quelle que soit sa taille.
Le savant hollandais Simon Stevin (1548-1620) a été le premier à expliquer le paradoxe mathématique, bien avant Blaise Pascal. Si Simon Stevin découvrit les grands principes de l'hydrostatique, complétant ainsi l'œuvre d'Archimède, le Brugeois ne parvint pas cependant à les présenter sous une forme suffisamment belle et ordonnée; ce fut l'œuvre de Pascal de donner à ces découvertes une forme irréprochable. On peut dire que, si Stevin découvrit le paradoxe de l'hydrostatique et le principe de l'égalité de pression dans un liquide, ce fut Blaise Pascal qui donna le premier un exposé homogène et bien ordonné de ces principes fondamentaux de l'hydrostatique.
En 1916, Richard Glazebrook mentionne le paradoxe hydrostatique lorsqu'il décrit cette expérience qu'il attribue à Pascal: un poids lourd W repose sur une planche de surface A reposant sur une vessie pleine connectée à un tube vertical de section transversale α. Verser de l'eau de poids w en bas du tube finira par soulever le poids lourd. L'équilibre des forces conduit à l'équation
{\displaystyle W={\frac {wA}{\alpha }}.}
Glazebrook dit, "En faisant une surface considérable de la planche et petit le tube, d'un grand poids W peut être pris en charge par un petit poids w d'eau. Ce fait est parfois décrit comme le paradoxe hydrostatique."
Les manifestations du paradoxe hydrostatique sont utilisées dans l'enseignement du phénomène,. L'une des expériences les plus connues est le crève-tonneau de Pascal.

## Dans le contexte de l'atmosphère de la Terre
Si l'on analyse la variation verticale de pression de l'atmosphère terrestre, l'échelle de longueur est très importante (La troposphère à elle seule a plusieurs kilomètres de haut; La thermosphère a plusieurs centaines de kilomètres) et le fluide (l'air) est compressible. La gravité peut encore être raisonnablement estimée comme constante, parce que les échelles de longueur de l'ordre du kilomètre sont encore faibles en comparaison du rayon de la Terre, qui est en moyenne d'environ 6 371 km et la gravité est fonction de la distance au centre de la Terre.
La densité, d'autre part, varie de façon plus significative avec la hauteur. Il résulte de la Loi des gaz parfaits que
{\displaystyle \rho ={\frac {mP}{kT}},}
où
m est la masse moyenne par molécule d'air,
P est la pression en un point donné,
k est la constante de Boltzmann,
T est la température en kelvins.
Plus simplement, la densité de l'air dépend de la pression de l'air. Étant donné que la pression de l'air dépend aussi de la densité de l'air,
il est facile d'avoir l'impression qu'il s'agit d'une définition circulaire, mais c'est simplement une interdépendance de différentes variables. Ceci donne alors une formule plus précise, qui prend la forme
{\displaystyle P_{h}=P_{0}e^{-{\frac {mgh}{kT}}},}
où
Ph est la pression à la hauteur h,
P0 est la pression au point de référence 0 (généralement en se référant au niveau de la mer),
m est la masse par molécule d'air,
g est la gravité,
h est la différence de hauteur entre le point de référence 0,
k est la constante de Boltzmann,
T est la température en kelvin.
Par conséquent, au lieu de la pression fonction linéaire de la hauteur, comme l'on pourrait s'attendre à partir de la formule plus simple donnée dans la section «formule de base», elle est plus précisément représentée comme une fonction exponentielle de la hauteur.
Notez que même cela c'est une simplification, car la température varie également avec la hauteur. Cependant, la variation de température dans les couches inférieures (troposphère, stratosphère) n'est que de quelques dizaines de degrés, quand par opposition la différence entre n'importe laquelle de celles-ci et le zéro absolu, se compte en centaines, donc c'est une différence raisonnablement faible. Pour des différences de hauteur plus petites, y compris celles entre le haut et le bas, même des plus hauts bâtiments (comme la tour CN) ou pour des montagnes de taille comparable, la variation de température sera facilement comprise dans des valeurs à un seul chiffre. (Voir également le taux de chute.)
Une autre façon de calculer, comme montré par la  Portland State Aerospace Society, est utilisée pour donner à la place la hauteur comme fonction de la pression. Cela peut sembler contre-intuitif, car la pression résulte de la hauteur plutôt que de l'inverse, mais une telle formule peut être utile pour trouver la hauteur en fonction de la différence de pression lorsque l'on connaît la dernière et non la première. Différentes formules sont présentées pour différents types d'approximations; Pour comparaison avec la formule précédente, le premier référencé dans l'article, sera celui qui applique la même approximation à la température constante; auquel cas:
{\displaystyle z=-{\frac {RT}{g}}\ln {\frac {P}{P_{0}}}}
où (avec les valeurs utilisées dans l'article)
z est l'altitude,
R est la Constante universelle des gaz parfaits = 287.053 J/(kg K)
T est la température absolue en kelvin = 288.15 K au niveau de la mer,
g est l'accélération due à la pesanteur =  9.80665 m/s2,
P est la pression en un point donné, à l'altitude z, et
P0 est la pression au point de référence = 101325 Pa au niveau de la mer.
Une formule plus générale dérivée dans le même article explique un changement linéaire de la température en fonction de la hauteur (débit de défaillance) et se réduit à la température supérieure lorsque la température est constante:
{\displaystyle z={\frac {T_{0}}{L}}\left(\left({\frac {P}{P_{0}}}\right)^{-{\frac {LR}{g}}}-1\right)}
L est le taux de défaillance atmosphérique (changement de température divisée par la distance) = −6.5×10−3 K/m et
T0 est la température au même point de référence pour lequel P = P0
et de l'autre les quantités sont les mêmes que celles ci-dessus. C'est la formule recommandée.